# Аландиј е Сосеј
Аландиј е Сосеј (фр. Alland'Huy-et-Sausseuil) насеље је и општина у североисточној Француској у региону Шампања-Ардени, у департману Ардени која припада префектури Вузје.
По подацима из 2011. године у општини је живело 259 становника, а густина насељености је износила 29,74 становника/km². Општина се простире на површини од 8,71 km². Налази се на средњој надморској висини од 100 метара.

## Демографија
| 1962. | 1968. | 1975. | 1982. | 1990. | 1999. | 2011. |
| ----- | ----- | ----- | ----- | ----- | ----- | ----- |
| 280   | 303   | 265   | 242   | 217   | 215   | 259   |

График промене броја становника у току последњих година